# Roger De Wulf
Roger Pierre De Wulf (* 5. Januar 1929 in Vilvoorde, Provinz Flämisch-Brabant; † 4. April 2016) war ein belgischer Politiker der Belgischen Sozialistischen Partei BSP (Belgische Socialistische Partij) sowie zuletzt der Socialistische Partij Anders (SP), der unter anderem Mitglied der Abgeordnetenkammer und des Senats sowie mehrfach Minister in Belgien und Flandern war.

## Leben

### Abgeordneter, Staatssekretär und Minister in Belgien
De Wulf wurde als Kandidat der Belgischen Sozialistische Partei BSP (Belgische Socialistische Partij) erstmals am 10. März 1974 Mitglied der Abgeordnetenkammer Belgiens und vertrat in dieser bis zum 12. Oktober 1985 die Interessen des Arrondissement Brüssel. Daneben wurde er am 4. April 1974 für die BSP Mitglied Kulturrates der Flämischen Kulturgemeinschaft (Cultuurraad voor de Nederlandse Cultuurgemeenschap), dem er bis zum 16. Dezember 1978 sowie erneut vom 18. Januar 1979 bis zum 8. März 1990 angehörte. Während dieser Zeit war er vom 9. Mai 1974 bis zum 16. April 1977 Mitglied des Ausschusses für Sprachgesetzgebung und Sprachenschutz.
Am 3. Juni 1977 übernahm De Wulf in der zweiten Regierung von Premierminister Leo Tindemans das Amt als Staatssekretär für Wirtschaft sowie als Staatssekretär für Soziales und übte diese Ämter bis zum 3. April 1979 auch in der darauf folgenden zweiten Regierung Vanden Boeynants aus. Anschließend fungierte er als Nachfolger von Guy Spitaels vom 3. April 1979 bis zu seiner Ablösung durch Michel Hansenne am 17. Dezember 1981 als Minister für Beschäftigung und Arbeit in der ersten, zweiten, dritten und vierten Regierung von Premierminister Wilfried Martens sowie in der Regierung von Premierminister Mark Eyskens.

### Flämischer Minister und Senator in Belgien
Nachdem der Kulturrat der Flämischen Kulturgemeinschaft in Flämischer Rat (Vlaamse Raad), den Vorläufer des heutigen Flämischen Parlaments (Vlaams Parlement), umbenannt worden war, gehörte De Wulf diesem für die SP vom 21. Oktober 1980 bis zum 20. Mai 1995 an.
Am 22. Dezember 1981 wurde De Wulf vom ersten Ministerpräsidenten Flanderns Gaston Geens in die Regierung Flanderns berufen und bekleidete in dieser bis zu seiner Ablösung durch Jan Lenssens am 9. Dezember 1985 das Amt des Gesundheitsministers (Gemeenschapsminister van Gezondheidsbeleid).
Nach seinem Ausscheiden aus der belgischen Abgeordnetenkammer wurde De Wulf am 13. Oktober 1985 im Arrondissement Brüssel zum Mitglied des Senats von Belgien gewählt, dem er bis zum 20. Mai 1995 angehörte. Nach seinem Ausscheiden aus der Regierung Flanderns war er vom 13. Dezember 1985 bis 12. Dezember 1987 Mitglied des Ausschusses des Flämischen Parlaments für Inneres und Sprachregelungen sowie stellvertretendes Mitglied der Ausschüsse für Auswärtiges und für Sport. Diese Funktionen hatte er jeweils auch vom 23. Februar bis 9. November 1988 inne.
Ministerpräsident Gaston Geens berief De Wulf am 18. Oktober 1988 erneut in die Regierung Flanderns, in der er nunmehr Nachfolger von Theo Kelchtermans als Minister für Beschäftigung (Gemeenschapsminister van Tewerkstelling) wurde. Dieses Amt bekleidete er bis zu seiner Ablösung durch Leona Detiège am 20. Januar 1992. Während seiner letzten Legislaturperiode im Flämischen Parlament war er vom 26. Februar 1992 bis zum 20. Mai 1995 Mitglied des dortigen Beratungsausschusses für Brüssel und Flämisch-Brabant.
Nach seinem Ausscheiden aus dem Senat wurde ihm am 3. Mai 1996 der Titel eines Ehren-Senators verliehen.